# 牛顿摆
牛顿摆是一个1960年代发明的桌面演示装置，五个质量相同的球体由吊绳固定，彼此紧密排列。

牛顿摆的动画演示

牛顿摆最早是由法国物理学家埃德姆·马略特（Edme Mariotte）于1676年提出的。当摆动最右侧的球并在回摆时碰撞紧密排列的另外四个球，最左边的球将被弹出，并仅有最左边的球被弹出。
当然此过程也是可逆的，当摆动最左侧的球撞击其它球时，最右侧的球会被弹出。当最右侧的两个球同时摆动并撞击其他球时，最左侧的两个球会被弹出。同理相反方向同样可行，并适用于更多的球，三个，四个，五个甚至六个。

## 原理

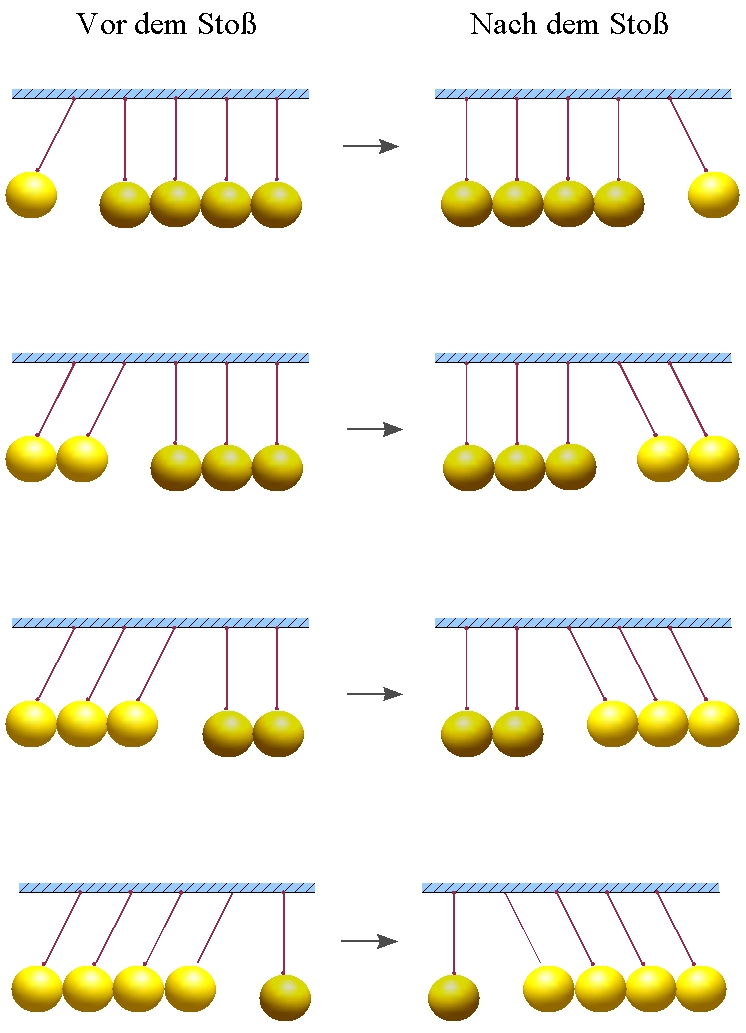
五个球的变化

旁边的图示中最左边的球得到动量并通过碰撞传递到右侧并排悬挂的球上，动量在四个球中向右传递。当最右面的球无法将动量继续传递的时候，被弹出。
这是一系列弹性碰撞，其中并包含非弹性碰撞和动量。由于在碰撞中不存在其它力的影响，左侧质量{\displaystyle m}速度{\displaystyle v_{l}}的{\displaystyle l}球动量必须传递给右侧静止的球。右侧质量{\displaystyle m}具有的{\displaystyle r}球被碰撞后具有相同的动量。被碰撞的球都具有向右的速度{\displaystyle v_{r}}并有向右移动的趋势，称作动量守恒。
{\displaystyle l\,m\,v_{l}=r\,m\,v_{r}\,.}
碰撞前后的能量必须一致，此处忽略球的振动运动，
{\displaystyle l\,m\,{\frac {v_{l}^{2}}{2}}=r\,m\,{\frac {v_{r}^{2}}{2}}\,.}
写作
{\displaystyle l\,m\,v_{l}\,{\frac {v_{l}}{2}}=r\,m\,v_{r}\,{\frac {v_{r}}{2}}\,,}
对于第一个公式，由于{\displaystyle l\,m\,v_{l}}不等于零，所以速度为{\displaystyle v_{l}=v_{r}\,.}。第一个公式{\displaystyle l=r:}说明碰撞时有数个球被碰撞后弹出。
在这里，被碰撞的球以同样的速度移动，而剩余的球不动。当多于两个球时，则不能按照能量守恒和动量守恒考虑。
在重力物理系统中，左侧的{\displaystyle l}球以速度{\displaystyle v_{l}}碰撞右侧速度为{\displaystyle v_{r}}的{\displaystyle r}球，遵守能量守恒和动量守恒，碰撞后{\displaystyle l}球以速度{\displaystyle v_{l}}向右，{\displaystyle r}球以速度{\displaystyle v_{r}}相左继续运动。相反的，{\displaystyle l}球可以以相反的速度{\displaystyle -v_{l}}，{\displaystyle r}球有相反的速度{\displaystyle -v_{r}}。
要解释球串的表现，必须更进一步思考，撞击波是如何在球串中传递的。

## 参阅
- 摆
- 埃德姆·马略特